# River Esporte Clube
River Esporte Clube é um clube brasileiro de futebol, da cidade de Boa Vista, capital do estado de Roraima. Suas cores são verde e branco.
Manda suas partidas no Estádio Flamarion Vasconcelos, com capacidade para 4.556 pessoas torcedores. Atualmente disputa o Campeonato Roraimense.

## História
Fundado em julho de 1973, o River estreou no Campeonato Roraimense em 1974, ainda na fase amadora da competição. Foi campeão estadual em 1980, 1985 e 1989 (todas quando o campeonato ainda era amador).
Na fase profissional, o Alviverde da Aparecida não jogou entre 1995 e 2003, voltando em 2004. A última participação do Rosário foi em 2008, quando ficou em sétimo lugar.
Para a temporada 2019, o clube anunciou que voltaria a disputar o Campeonato Roraimense após 11 anos de ausência. Porém, vários problemas impediram que o River participasse da competição, e o Náutico, que havia anunciado sua desistência, herdou o elenco e a comissão técnica do Alviverde.
O clube anunciou que pretende voltar a disputar o campeonato estadual de 2023.

## Títulos
| ESTADUAIS | ESTADUAIS                    | ESTADUAIS | ESTADUAIS         |
|           | Competição                   | Títulos   | Temporadas        |
| --------- | ---------------------------- | --------- | ----------------- |
|           | Campeonato Roraimense        | 3         | 1980, 1985 e 1989 |
|           | Campeonato Roraimense Amador | 1         | 1995              |

### Outras conquistas
- Campeonato Roraimense de Masters: 2004.